# Federico Colonna
Federico Colonna (Fucecchio, 17 augustus 1972) is een Italiaans voormalig wielrenner, beroeps van 1994 tot 2001. Hij reed voor onder meer Mapei, Home-Jack & Jones en Cantina Tollo. In 1996 was Colonna dicht bij een overwinning in Parijs-Camembert, maar in de sprint werd hij verslagen door zijn landgenoot Adriano Baffi (eerste) en de Fransman Didier Rous, waardoor hij genoegen moest nemen met een derde plaats.

## Belangrijkste overwinningen
1993
Circuito del Porto-Trofeo Internazionale Arvedi
Circuit de Cesa
1994
3e etappe Herald Sun Tour
2e etappe Ronde van Castilië en León
4e etappe Ronde van Murcia
1995
Clásica Alcobendas
2e etappe Vierdaagse van Duinkerken
2e, 4e en 5e etappe Ronde van Castilië en León
1996
1e etappe Ronde van Nederland
Trofeo Manacor
2e etappe Ronde van de Sarthe
8e etappe Tour DuPont
4e etappe Ronde van Mallorca
2e etappe Ronde van Polen
1997
Gran Premio Città di Rio Saliceto e Correggio
1998
3e en 5e etappe Ronde van Valencia
Gran Premio Città di Rio Saliceto e Correggio
2001
12e etappe Ronde van Langkawi

## Resultaten in voornaamste wedstrijden
| Jaar | Ronde van Italië | Ronde van Frankrijk | Ronde van Spanje |
| ---- | ---------------- | ------------------- | ---------------- |
| 1997 |                  |                     | opgave           |
| 1998 | 155e             |                     |                  |
| 1999 |                  |                     |                  |
| 2000 |                  |                     | 121e             |

| Jaar | Gent-Wevelgem | Ronde van Vlaanderen |
| ---- | ------------- | -------------------- |
| 1997 |               | 91e                  |
| 1998 | 76e           |                      |
| 1999 | 77e           |                      |
| 2000 |               |                      |

## Ploegen
- 1994 –  Mapei-CLAS
- 1995 –  Mapei-GB
- 1996 –  Mapei-GB
- 1997 –  Asics-CGA
- 1998 –  Asics-CGA
- 1999 –  Team Home-Jack & Jones (vanaf 19-01)
- 2000 –  Cantina Tollo-Regain
- 2001 –  Cantina Tollo-Acqua & Sapone